# Lightning Bolt (пісня Pearl Jam)
«Lightning Bolt» (укр. Блискавка) — пісня американського рок-гурту Pearl Jam, третій сингл з альбому Lightning Bolt (2013).

## Історія створення
Автором слів та музики до пісні став вокаліст Едді Веддер. З музичного боку в композиції відчувається вплив гуртів класичного року, таких як The Who, Crazy Horse або Rolling Stones. Вона починається більш спокійно, але поступово стає більш агресивною і в приспіві «вибухає». Текст присвячений жінці, що немов палаючий метеор з'являється в житті головного героя і вражає його як блискавка. Гітарист Майк Маккріді зізнавався, що не знає, про кого саме вона написана, проте кожен слухач може вирішити це для себе особисто.
Пісню було вперше зіграно 19 липня 2013 року на стадіоні «Ріґлі-Філд» в Чикаго. Символічним було те, що концерт було призупинено на декілька годин через штормове попередження.
«Lightning Bolt» увійшла до однойменного альбому, який було випущено 11 жовтня 2013 року. Композиція вийшла третім синглом з альбому, після «Mind Your Manners» та «Sirens», з'явившись в продажу 4 березня 2014 року. Сингл піднявся на четверте місце в хіт-параді Billboard Canada Rock, та на 6 місце в чарті Mainstream Rock Airplay. 

## Місця в чартах
| Хіт-парад Billboard             | Найвища позиція |
| ------------------------------- | --------------- |
| Canada Rock                     | 4               |
| Mainstream Rock Airplay         | 6               |
| Rock & Alternative Airplay      | 25              |
| Інформація станом на 16.08.2022 |                 |